# 割れた窓
「割れた窓」（われたまど）は、Plastic Treeのメジャー1枚目のシングル。1997年6月25日発売。発売元はワーナーミュージック・ジャパン。

## 概要
Plastic Treeのメジャーデビューシングル。
インディーズ時代のシングル『リラの樹』から約9ヶ月後のリリース。8cmCDシングルとして発売された。

## 収録曲
1. 割れた窓 [3:33]
  - 作詞：Ryutaro、作曲：Tadashi、編曲：Plastic Tree
  - PVが製作されており、PV集『二次元ヲルゴール』に収録された。
  - パイロット版が存在しており、シングル『真っ赤な糸/藍より青く』に「割れた窓 〜パイロット版 1997 DEMO TAPE〜」として収録された。
  - メジャーデビュー15周年記念イヤーであった2012年に、“再構築版”『割れた窓 (Rebuild)』が制作され、アルバム『インク』付属のCD『Hide and Seek (Rebuild)』 に収録された。
2. 鳴り響く、鐘 [3:45]
  - 作詞：Ryutaro、作曲：Tadashi、編曲：Plastic Tree
  - メジャーデビュー15周年記念イヤーであった2012年に、“再構築版”『鳴り響く、鐘 (Rebuild)』が制作され、シングル『静脈』（通常盤A）に収録された。

## 収録アルバム
- オリジナル『Hide and Seek』（#1）
- ベスト『Cut 〜Early Songs Best Selection〜』（#1）
- ベスト『Single Collection』（#1、#2）
- ベスト『ALL TIME THE BEST』（#1）